# 25th Anniversary Box Set
25th Anniversary Box Set is een 4-dubbel-cd-box in beperkte oplage van de Britse progressieve-rockband Jethro Tull, uitgebracht in 1993 ter viering van de vijfentwintigste verjaardag van de band.

## Inhoud
De cd-box bestaat uit vier albums:
- Remixed Classic Songs: remixes van bekende nummers van de band (77:06).
- Carnegie Hall, New York City, New York, 1970: een livealbum uit 1970 (60:28).
- The Beacons Bottom Tapes: bestaande nummers, opnieuw gearrangeerd en opgenomen (71:07).
- Pot Pourri Live Across the World & Through the Years: een livealbum opgenomen door de jaren heen (1969-1992) (77:43).

Aangezien al deze nummers uniek zijn (niet eerder uitgebracht in deze vorm) is dit een waardevolle toevoeging aan de collectie van de liefhebbers; het is niet zomaar een uitgave met muzikale hoogtepunten.

## Nummers

### Remixed
1. My Sunday Feeling
2. A Song for Jeffrey
3. Living in the Past
4. Teacher
5. Sweet Dream
6. Cross-Eyed Mary
7. Witch's Promise
8. Life Is a Long Song
9. Bungle in the Jungle
10. Minstrel in the Gallery
11. Cold Wind to Valhalla
12. Too Old to Rock 'n' Roll: Too Young to Die!
13. Songs from the Wood
14. Heavy Horses
15. Black Sunday
16. Broadsword

### Carnegie Hall, N.Y.
1. Nothing Is Easy
2. My God
3. With You There to Help Me
4. A Song for Jeffrey
5. To Cry You a Song
6. Sossity: You're a Woman
7. Reasons for Waiting
8. We Used to Know
9. Guitar Solo
10. For a Thousand Mothers

### The Beacons Bottom
1. So Much Trouble
2. My Sunday Feeling
3. Some Day the Sun Won't Shine for You
4. Living in the Past
5. Bourée
6. With You There to Help Me
7. Thick as a Brick
8. Cheerio
9. A New Day Yesterday
10. Protect and Survive
11. Jack-A-Lynn
12. The Whistler
13. My God
14. Aqualung

### Pot Pourri
1. To Be Sad Is a Mad Way to Be
2. Back to the Family
3. A Passion Play (Extract)
4. Wind-Up / Locomotive Breath / Land of Hope and Glory
5. Seal Driver
6. Nobody's Car
7. Pussy Willow
8. Budapest
9. Nothing Is Easy
10. Kissing Willie
11. Still Loving You Tonight
12. Beggar's Farm
13. Passion Jig
14. A Song for Jeffrey
15. Living in the Past